# سلفيت
سَلْفِيْت مدينة فلسطينية ومركز محافظة سلفيت. تقع في الضفة الغربية إلى الشمال من القدس بحوالي 62 كم. أسسها الكنعانيون، وتبلغ مساحتها حوالي 23.062 كم²، ويسكنها نحو 10,911 نسمة وفق تعداد السكان لعام 2017. تمتاز المدينة بأهمية زراعية وسياسية، إذ تُعد الثانية بعد مدينة القدس من التركيز الاستيطاني الإسرائيلي. تُعرف أيضًا بأسماء مدينة الزيتون لكثرة زيتونها وموسكو الصغرى كونها منشأ عدد من السياسيين الشيوعيين خلال الإدارة الأردنية للضفة الغربية.
وفقًا لعلماء الآثار أُعيد تأسيس سلفيت خلال الحكم الإسلامي المبكر بين القرنين السابع والحادي عشر الميلادي. وأيضًا في القرن السادس عشر أثناء حكم الدولة العثمانية. كانت سلفيت من أعمال سنجق نابلس في إيالة دمشق، ثم خضعت للحكم المصري الذي دام تسع سنوات في بلاد الشام تحت قيادة محمد علي باشا، قبل أن تعود إلى الحكم العثماني. صارت في عام 1842 ضمن متصرفية القدس، وفي عام 1858 أُعيدت إلى وضعها قبل الحكم المصري. تشكلت مؤسسة بلدية سلفيت عام 1882 وأصبحت مركز ناحية الجماعينيات. وفي عام 1888 صارت ضمن ولاية بيروت.
بعد الحرب العالمية الأولى دخلت سلفيت مع باقي فلسطين تحت مظلة الانتداب البريطاني الذي حولها إلى قرية ثم وضعها تحت إمرة مختار ثم عاد في عام 1945 وأعادها إلى قرية. في عام 1955، منحت الإدارة الأردنية للضفة الغربية سلفيت مكانة بلدية، وفي عام 1965 أعادتها مركزًا لناحية الجماعينيات ضمن قضاء نابلس. وقعت سلفيت تحت الاحتلال الإسرائيلي عام 1967 الذي أتبعها إداريًا ضمن لواء طولكرم، في أكتوبر 1995 تسلمتها السلطة الوطنية الفلسطينية ضمن تفاهمات اتفاقية أوسلو 2 الموقعة في طابا واتخذت منها عاصمة لمحافظة سلفيت.
تُشتهر سلفيت بكثرة أشجار اللوزيات والزيتون فيها، إذ عُدّت واحدة من أكبر قريتين في سنجق نابلس التي أنتجتا زيت الزيتون.

## التسمية
اختلفت الآراء وتعددت حول تسمية سلفيت بهذا الاسم، إذ يقول الرأي الأول: أن لفظ سلفيت الكنعاني ينقسم إلى مقطعين: هما «سل» و«فيت» حيث يعني الأول الوعاء المصنوع من القصب أو خرصان الزيتون، ويعني الأخير العنب وبذلك معناها سلة العنب. الرأي الثاني حافظ على معنى المقطع الأول بينما قال أن معنى مقطع «فيت» يعني القمح لأنها أرض الخير والبركة.

## التاريخ
عُثر على آثار تعود إلى حقب العصر الحديدي الأول والثاني والفارسي والهلينيستي والعصور الرومانية، والعصور الصليبية، والأيوبية، والمملوكية في حين لم يُعثر على أي آثار من العصر البيزنطي. وفقا لروني إلينبلوم، أُعيد تأسيس سلفيت خلال الحكم الإسلامي المبكر في عام 638، عندما فتح المسلمون بقيادة عمرو بن العاص في عهد الخلفية أبو بكر الصديق سلفيت وصارت تتبع جند فلسطين. استولى الصليبيون عليها في عام 1099 ثم عادت عام 1187 إلى المسلمين. سقطت في يد التتار عام 1260 وعادت بنفس العام إلى المسلمين.

### الدولة العثمانية
تبعت سلفيت إلى الدولة العثمانية في عام 1517 مع كل فلسطين. في عام 1596 ظهر اسم سلفيت أول مرة في سجلات الضرائب العثمانية وكانت من أعمال سنجق نابلس ضمن إيالة دمشق. دفع السكان معدلًا ثابتًا للضريبة بنسبة 33,3% على المنتجات الزراعية المختلفة من القمح، والشعير، والمحاصيل الصيفية، والزيتون، والماعز، وخلايا النحل بما مقداره 7,618 آقجة وكان عدد سكانها 118 أسرة. عُثر على آثار في سلفيت من العصر العثماني المبكر.
خلال العهد العثماني، كانت سلفيت مركزا للقرى المجاورة، وكانت واحدة من العديد من القرى التجارية الكبيرة في المنطقة التي لعبت دور الوساطة بين المركز الإداري في نابلس والقرى الصغيرة.

في عام 1831، خضعت سلفيت مع باقي فلسطين للحكم المصري في بلاد الشام تحت قيادة محمد علي باشا، قبل أن تعود إلى الحكم العثماني عام 1840. وخلال هذه الفترة في عام 1838 زار الباحث الأمريكي إدوارد روبنسون سلفيت وذكر أنها «قرية مسلمة في منطقة جورة مردة، جنوب نابلس».
أعادت الدولة العثمانية تنظيم الإيالات بعد الانسحاب المصري، حيث قررت في عام 1842 ضم سنجق نابلس إلى متصرفية القدس واستمر ذلك حتى عام 1858 حيث أُعيد سنجق نابلس إلى وضعه ما قبل الحكم المصري. في عام 1864 أصدرت الدولة العثمانية قانون الولايات لتحل محل الإيالات ونُفذ في عام 1865، ووفقًا له صارت سلفيت من أعمال سنجق نابلس في ولاية سوريا (التي أنشئت بعد ضم ولاية دمشق إلى ولاية صيدا). في مايو 1872، قرر الوالي محمود نديم باشا ضم سنجق نابلس وإلحاقه ولاية القدس الشريف، ولكن قراره أُلغي بعد شهرين بسبب إقالته بواسطة مدحت باشا وعاد سنجق نابلس إلى ولاية سوريا.
في عام 1882، تطورت سلفيت حيث أصبحت مركزًا لناحية الجماعينات وتشكلت بلديتها، يدير شؤونه قائم مقام يتبع سنجق نابلس، حيث قامت الدولة العثمانية ببناء دار الحكومة، ومركز شرطة، بالإضافة إلى مسجد، وبنفس السنة أجرت مؤسسة صندوق استكشاف فلسطين البريطانية مسحًا لفلسطين الغربية، ووصفت سلفيت بأنها «قرية كبيرة، على أرض مرتفعة، مع بساتين زيتون حولها، وبركة إلى الشرق منها، ويبدو أنها موقع قديم مع مقابر منحوتة في الصخر، وأشارت كذلك إلى وجود ينبوعين إلى الغرب منها».
قرر الباب العالي في مارس 1888 تقسيم ولاية سوريا إلى ولايتين، ووفقًا لذلك صارت سلفيت من أعمال ولاية بيروت. ذُكر في قائمة للمديرية العامة للبريد التركية أن مكتبًا للبريد في سلفيت اُفتتح عام 1903. بحلول عام 1916، مع اقتراب نهاية الحكم العثماني، كانت سلفيت واحدة من أكبر قريتين في سنجق نابلس في إنتاج زيت الزيتون.

### الانتداب البريطاني

#### معركة سلفيت
كانت سلفيت مسرحًا لأحداث معركة نابلس عام 1918. بين 8 و12 مارس 1918 وقعت معركة ترمسعيا واستولت القوات البريطانية على الشريط الممتد من قرية المغير، وترمسعيا، وسنجل، وعبوين شرقًا حتى منطقة بني زيد وسطًا ودير بلوط غربًا. كان الجيش البريطاني مكونًا من قوة التجريدة المصرية البريطانية، وقوة شايتور والفيلق العاشر وجنود من الراج البريطاني.
بدأ الجيش البريطاني هجومًا في 18 سبتمبر 1918 نحو قضاء نابلس للسيطرة عليه من عدة مواقع. حيث بدأت مدفعية الفيلق العاشر قصف مواقع الجيش العثماني والثوار المُتمركزة في ناحية سلفيت جنوب قضاء نابلس. انسحب الجيش العثماني إلى طريق نابلس–يافا حوالي 4 كم شمال سلفيت.
عند فجر 20 سبتمبر 1918 تقدمت كتيبتان من اللواء 29 (الفرقة العاشرة) حوالي 11 كم نحو سلفيت، سارت الكتيبة الأولى قُرب طريق نابلس–القدس، والأخرى إلى منطقة بني زيد. تعرضت الأخيرة إلى مقاومة قوية لتأخر الدعم المدفعي البريطاني لوعورة المنطقة وعدم توفر الطرق فيها، ساندت الفرقة 53 الفرقة العاشرة حتى احتلت سلفيت من الجهة الجنوبية الغربية بعد احتلالها قرية فرخة، ودخلت الكتيبة الأولى سلفيت من الشرق.
هاجم اللواء 29 واللواء 31 القوات العثمانية المُتبقية في ناحية سلفيت قُرب حارس وكفل حارس مدعومًا بالمدفعية حتى تمكنت منها، كان سيرها بطيئًا نتيجة الدفاعات العثمانية الفعالة. أكملت سيرها لاحتلال ما تبقى من قضاء نابلس شمالًا.
- خارطة تُبين تمركز القوات العثمانية في 30 ديسمبر 1917 في سلفيت، وتواجد للجيش السابع العثماني في مدينة نابلس، والجيش العثماني الثامن في مدينة طولكرم.
- خارطة عسكرية بريطانية، تُبين الوضع في 19 سبتمبر 1918 حيث يفصل الخط الأحمر مناطق الجيش العثماني شمالًا عن الجيش البريطاني جنوبًا.

#### ما بعد المعركة
وقعت سلفيت بيد الجيش البريطاني، ودخلت مع باقي فلسطين تحت إدارة أراضي العدو المحتلة حتى مؤتمر سان ريمو الذي أقر الانتداب البريطاني على فلسطين عام 1920، واستمرت تحت مظلته حتى وقوع النكبة. خلال هذه الفترة، جَردتها سُلطة الانتداب البريطاني إلى ناحية تتبع قضاء نابلس، وفَصلت عنها قرى كفر قاسم غربًا، وقرى بني زيد جنوبًا، وحوارة وعينبوس شمالًا. في أبريل 1919، عُين في سلفيت نائبٌ للحاكم العسكري.
أجرت سُلطة الانتداب البريطاني تعدادًا عامًا للسكان عام 1922، وقد بلغ عدد السكان حوالي 901 نسمة؛ من بينهم 889 مسلم ومسيحيين أرثوذكس، ثم ازداد عددهم حتى وصل إلى 1,415 نسمة من بينهم 1,412 مسلمًا و3 مسيحيين، يسكنون في 331 منزلًا وفق تعداد عام 1931.
بعد انطلاق الثورة الفلسطينية الكبرى عام 1936 ضد الانتداب البريطاني، شكل السكان المحليون فصيلًا من الثوار، واستخدموا ما توفر من السلاح ومن الذخائر والقنابل والكمائن من مخلفات الجيش العثماني. كانت أبرز المعارك التي خاضها فصيل ثوار سلفيت هي عملية مفرق زعترة، ومعركة مردة، ومعركة دير غسانة، وإسقاط طائرة بريطانية. رد الجيش البريطاني بقتل بعض المدنيين وهدم المنازل، ومنع التجول ومحاصرة البلدة عدة مرات كان أطولها عام 1937 لمدة 17 يومًا.
في إحصائيات عام 1945، بلغ عدد سكان سلفيت نحو 1,830 نسمة جميعهم من المسلمين، وكانت مساحة المدينة الكلية حوالي 23.117 كم²، وفقًا لمسح رسمي للأراضي والسكان. كان من هذه المساحة، 10.853 كم² من المزارع والأراضي القابلة للري، و3.545 كم² مخصصة للحبوب، في حين أن 0.1 كم² كانت أرض مبنية. وفي نفس العام، أنجز أول مخطط هيكلي تنظيمي لسلفيت.
في عام 1945، أعادت سُلطة الانتداب البريطاني افتتاح مكتب البريد في سلفيت.
- سلفيت عام 1933
- جنود بريطانيون جنوب سلفيت عام 1945

### النكبة والإدارة الأردنية
أقام في سلفيت أكثر من 500 لاجئ فلسطيني بعد حرب النكبة لعدة سنين، نُقل بعضهم إلى مخيمات مدينة نابلس لاحقًا، واستقر آخرين.
أوائل خمسينيات القرن العشرين أتُبعت سلفيت للإدارة الأردنية بعد حرب 1948 ونتيجةً لاتفاقية الهدنة عام 1949. أصبحت سلفيت في عقد الخمسينيات من القرن العشرين معقلًا رئيسيًا للحركة الشيوعية ومركزًا نشيطًا معاديًا للأردن. في عام 1955، أعيد مُنح سلفيت مكانة بلدية. في عام 1961، كان عدد سكان سلفيت 3,393 شخصًا. عام 1965 أصبحت سلفيت مركزًا لناحية الجماعينيات ضمن قضاء نابلس، وكان الملك الأردني حسين بن طلال قد زار سلفيت مرتين، الأولى عام 1960 لافتتاح بلدية سلفيت ولاحقًا في عام 1966 لافتتاح المرحلة الثانوية في مدرسة سلفيت الثانوية للبنين.
منع الأردن الفلسطينيون من امتلاك السلاح خلال فترة إدارته للضفة الغربية، ومع بداية حرب 1967 انسحب العسكريون الأردنيون من سلفيت ولم تحدث أي معارك.

### النكسة
احتلت إسرائيل ما تبقى من فلسطين التاريخية بعد حرب النكسة عام 1967، وقعت سلفيت تحت الحكم العسكري الإسرائيلي الذي استمر حتى عام 1981 عندما أُنشئت الإدارة المدنية الإسرائيلية. وأُتبعت سلفيت إداريًا ضمن لواء طولكرم. عانى السكان في السنتين الأولى للحكم العسكري الإسرائيلي من الفقر المدقع حيث ارتفعت معدلات البطالة وحدث ركود اقتصادي حاد استمر حتى افتتاح سوق العمل الإسرائيلي أمام العمال الفلسطينيون في عام 1969 أدت إلى ترك العديد من الطلبة التعليم، والسكان من العمل في الزراعة.
صادرت سلطات الاحتلال مساحات شائعة من أراضي سلفيت وأقامت عليها المشاريع الاستيطانية المتمثلة في إقامة مستوطنة أرئيل عام 1978م. بين الستينيات وأواخر الثمانينات، كان النمو الحضري لمدينة سلفيت قد حدث في الغالب إلى الشرق من البلدة القديمة.
مع بداية الانتفاضة الفلسطينية الأولى، أغلقت إسرائيل المركز الصحي في المدينة، وقاطع العمال الفلسطينيين تقريبًا أماكن عملهم في المستوطنات. نتج عن ذلك تفرغ العمال للعمل في الحقول والزراعة فحدثت ثورة خضراء، استصلحوا حوالي 0.1 كم² من الأراضي المعزولة نسبيًا، حيث صارت سلفيت مكتفية ذاتيًا في كثير من المنتجات الزراعية، وعلى عكس ما كان قبل الانتفاضة، فقد زودت سلفيت مدينة نابلس بالخضار بينما كانت الأخيرة تخضع لحظر التجول. لذلك قلصت إسرائيل كمية المياه الواصلة إلى المدينة عام 1989.

### السلطة الوطنية الفلسطينية
نتج عن اجتماع المجلس الوطني الفلسطيني في دورته التاسعة عشر في الجزائر في يونيو 1988 تقسيم الدولة الفلسطينية المستقبلية إلى 16 محافظة، كانت سلفيت واحدة منها.
وفقًا لاتفاقية طابا والمعروفة باسم أوسلو 2، بدأت القوات العسكرية الإسرائيلية في 10 أكتوبر 1995 إعادة انتشارها، وكانت سلفيت أولى المناطق التي تسلمتها السلطة الوطنية الفلسطينية ووضعتها تحت سيطرتها المدنية والأمنية. ووفقًا لها، تقسمت أراضي سلفيت إلى ثلاث أقسام كانت المنطقة الأولى واسمها المنطقة «أ» تشكل نحو 45.7% وهي تحت السيطرة الأمنية والمدنية الفلسطينية، بينما القسم الثاني والمسمى «ب» شكل قرابة 12.8% وهو تحت السيطرة المدنية الفلسطينية والأمنية الإسرائيلية في حين شكل القسم الأخير والمعروف باسم المنطقة "ج" المساحة المتبقية. شهدت سلفيت تطورًا ملحوظًا بعد اعتمادها كمركز منطقة سلفيت، حيث افتتح فيها العديد من المكاتب والمديريات السيادية للوزارات المختلفة من التربية والتعليم، والصحة، والداخلية، والشرطة، إلخ.
في 10 أكتوبر 2005 أصدر رئيس السلطة الوطنية الفلسطينية محمود عباس مرسومًا رئاسيًا يقضي بتشكيل محافظة سلفيت وتعيين محافظٍ لها. زار محمود عباس سلفيت في 6 يناير 2005 في فترة الدعاية الانتخابية للانتخابات الرئاسية 2005، وزراها في المرة الثانية في 22 نوفمبر 2008 أثناء جولته على المحافظات.
قرى وبلدات محافظة سلفيت
حدد المرسوم الرئاسي تجمعات محافظة سلفيت حيث تضم 9 مجالس بلدية هي: سلفيت، وبديا، والزاوية، وكفر الديك، وقراوة بني حسان، وبروقين، ودير استيا، ودير بلوط وكفل حارس، و9 مجالس قروية هي: حارس، وياسوف، واسكاكا، وفرخة، ومردة، وقيرة، ومسحة، وسرطة ورافات.

## الجغرافيا

### الموقع
تقع سلفيت وسط فلسطين التاريخية، في الجزء الشمالي الغربي من الضفة الغربية، وتحديدًا في الناحية الشرقية الجنوبية من محافظة سلفيت، فوق سلسلة جبلية متوسط ارتفاعها 520 مترًا عن سطح البحر، وتطل من الجهة الشرقية على «وادي الشاعر»، ومن الجهة الغربية على «وادي المطوي». تتوسط سلفيت جغرافيا دولة فلسطين إذ تبعد عن عاصمتها نحو 62 كم شمالًا، وعن مدينة نابلس 26 كم جنوبًا، وعن مدينة قلقيلية 35 كم شرقًا أما مدينة رام الله فتبعد عنها نحو 34 كم شمالًا.
ذكر الكاتب والمُدرس الفلسطيني مصطفى مراد الدباغ في كتابه «بلادنا فلسطين» عن سلفيت:«منظرها مع ما جاورها من أجمل ما تقع عليه العين في بلادنا.»
حتى عام 2010، كانت مساحة مدينة سلفيت نحو 23.062 كم²، ثم ازدادت بنحو 3.380 كم² لتضحي نحو 26.442 كم² وذلك نتيجة اعتماد قرية خربة قيس كحي سكني ضمن المدينة.
تُقسم المدينة إلى عدة أحياء بالإضافة إلى البلدة القديمة، منها: الفِريز، الدِوير، الجِهير، المِزة، بُقعان البَلاط، المِحفرة، باب الوَعِر، الحارة الشامية، النَثِر، الطَف، الكَبَارَة، القَاعة، العَروض، المَاصّية، المنطقة الصناعية. أما بالنسبة للطرق، فتقطع سلفيت طرق يبلغ طولها 100 كم تربط أحيائها ببعضها البعض، ومن أبرزها:
| شارع القدس  | شارع المدينة المنورة | شارع يافا  | شارع شهداء ثورة 36   | شارع المقاومة | شارع يحيى عياش    | شارع مرزوق الغانم | شارع بُردى   | شارع جمال عبد الناصر |
| شارع الخليل | شارع أم القرى        | شارع بغداد | شارع شهداء الانتفاضة | شارع القسام   | شارع دلال المغربي | شارع ليان الطقطق  | شارع السلام | شارع فرنسا           |
| ----------- | -------------------- | ---------- | -------------------- | ------------- | ----------------- | ----------------- | ----------- | -------------------- |

يحد مدينة سلفيت من الشرق أراضي قرى اسكاكا، واللبن الشرقية وعمورية، ومن الشمال يحدها أراضي بلدة كفل حارس وقريتي مردة وحارس، ومن الغرب بلدة بروقين، أما من الجنوب فيحدها أراضي قرى فرخة، ومزارع النوباني، وضاحية خربة قيس.
المخطط الهيكلي
إبان فترة الانتداب البريطاني على فلسطين، وفي عام 1945 أُعد أول مخطط هيكلي لسلفيت وكان بمساحة 0.9467 كم². في عام 1976، أعد المخطط الإسرائيلي موشيه رابيد مخططًا هيكليًا جديدًا صارت مساحة سلفيت نحو 3.211 كم². بعدها في عام 1993، أعدت شركة تخطيط فلسطينية خاصة توسعةً جديدة حتى صارت مساحته نحو 3.324 كم². عام 2000، أعدت دائرة الهندسة في بلدية سلفيت توسعةً جديدة وأصبحت مساحته قرابة 3.9187 كم². في فبراير 2017، وافقت وزارة الحكم المحلي على مخطط هيكلي سلفيت الجديد الذي اتسعت مساحته إلى 6.200 كم² وشملت فيه خربة قيس وأراضي جامعة الزيتونة للعلوم والتكنولوجيا.

### الخصائص الطبيعية
يُعد مناخ سلفيت مناخًا متوسطيًا حيث يكون حارًا وجافًا صيفًا وباردًا وماطرًا شتاءً. تتعرض المنطقة لرياح غربية وشمالية غربية تصل سرعتها في المتوسط إلى 17 كم/ساعة، كما تهب نحوها موجات هوائية جنوبية شرقية حارة تسمى رياح الخماسين في فصلي الربيع والصيف.
يبلغ معدل سقوط الأمطار العام نحو 698.1 ملم وهو المعدل العام الأعلى في دولة فلسطين. وعلى العموم فإن معدل درجة الحرارة في الشتاء نادرًا ما يصل إلى صفر مئوي، وفي الصيف قلما يزيد عن 39.9 درجة مئوية. يبلغ معدل الرطوبة في المنطقة 62%، وقد يرتفع ليصل إلى 67% خلال أشهر الشتاء الماطرة.
- مدينة سلفيت صيف عام 2020

## السكان
بعد عام 1914، انخفض عدد سكان سلفيت إلى 1,700 نسمة بعدما تُوفي أكثر من 500 نسمة بالحمى النشمية وجُند أكثر من 300 نسمة ضمن الجيش العثماني.
| السنة           | 1914  | التعداد البريطاني (1922) | التعداد البريطاني (1931) | التعداد البريطاني (1945) | التعداد الأردني (1961) | التعداد الإسرائيلي (1975) | التعداد الفلسطيني (1997) | التعداد الفلسطيني (2007) | التعداد الفلسطيني (2017) | تقدير (2021) |
| --------------- | ----- | ------------------------ | ------------------------ | ------------------------ | ---------------------- | ------------------------- | ------------------------ | ------------------------ | ------------------------ | ------------ |
| التعداد السكاني | 2,500 | 901                      | 1,415                    | 1,830                    | 3,293                  | 3,696                     | 7,101                    | 8,682                    | 10,911                   | 11,873       |

يبلغ عدد العائلات في سلفيت حوالي عشرين عائلة تنحدر من أصول متنوعة، وهي: بني نمرة، شتية، دحدول، شاهين، ماضي، عرام، سليم، زبيدية، ياسين، حسان، يونس، عودة، جبريل، مرايطة، إسماعيل، فاتوني، عزريل، القيسي. وتضم أيضًا عددًا من عائلات المقيمين واللاجئين، وهي: عبيد، الحميدات، أبو شمة، الرمحي، السيد، الشعر، أبو زايد، الظاهر، محبوبة، الدقيق، حداد، الزربا، عوض.

### أعلام ملحوظة
يُنسب إلى سلفيت عددٌ من الأعلام البارزين، ومنهم:
- محمَّدُ بنُ محمَّد بن عبد الله الشَّمْسُ السَّلْفِيتيّ، أحد فقهاء القرن التاسع للهجرة.[ar 21][ar 35]
- شهاب الدين أحمد السلفيتي، إمام وفقيه.[ar 21]
- راجح السلفيتي (1921–1990)، شاعر وزجال شعبي فلسطيني.[ar 36]
- عربي عواد (1928–2015)، سياسي وهو قيادي الحزب الشيوعي الأردني والفلسطيني وعضو في المجلسين الوطني الفلسطيني والمركزي الفلسطيني.[ar 37]
- فهمي السلفيتي (1933–1977)، سياسي وأحد مؤسسي الحزب الشيوعي في الأردن وفلسطين.[47]
- محمد نعيم عبد السلام إبراهيم ياسين (11 يونيو 1943–2 يناير 2023)، أكاديمي فلسطيني يحمل درجة الدكتوراه في الشريعة الإسلامية وله العديد من المؤلفات.[ar 38]
- عمر عبد الرازق (1958–)، اقتصادي شغل منصب وزير المالية في حكومة إسماعيل هنية الأولى.[ar 39]
- رمزي نصر (28 يناير 1974–)، شاعر وكاتب وممثل مسرحي وسينمائي وتلفزيوني هولندي من أصول فلسطينية.[48]
- عمار حسن (1976–)، مغني وموسيقي حصل على المركز الثاني في برنامج «سوبر ستار» عام 2004.[ar 40]

## البنية التحتية

### التعليم
اهتم السكان في سلفيت بالتعليم، إذ ساد نظام التعليم بالكتاتيب منذ بداية القرن التاسع عشر. إبان عهد الدولة العثمانية عام 1883/1882، تأسست مدرسة سلفيت التي درست العلوم القرآنية، والحساب واللغة العربية واستمرت حتى اندلاع الحرب العالمية الأولى حيث توقفت نتيجة الأوضاع الاقتصادية والسياسية والصحية من انتشار للجراد والحمى النمشية التي أجبرت الطلاب على الانسحاب وترك التعليم والانخراط في العمل بالزراعة وبعض المهن. كان هناك مكتب ابتدائي للذكور وآخر للإناث، وبلغ عدد الطلبة الذكور حوالي 100 والإناث حوالي 10 فقط. في عام 1921، أُعيد تأسيس مدرسة سلفيت للبنين.

أنشئت السلطة الوطنية الفلسطينية مديرية لوزارة التربية والتعليم العالي في سلفيت عام 1994، تُشرف على مدارس محافظة سلفيت البالغ عددها 74 مدرسة وفق إحصاء العام الدراسي 2018–2019، من ضمنها مدارس قرية زيتا جماعين التابعة لمحافظة نابلس. حتى العام الدراسي 2019–2020، ضمت سلفيت عشر مدارس حكومية ومدرسة خاصة واحدة، بالإضافة إلى 5 مؤسسات لرياض الأطفال ومركز للتدريب المهني.
بدأ التعليم العالي في سلفيت منذ العام الدراسي 1998–1999، عندما انطلق مركز سلفيت الدراسي كجزء من فرع نابلس لجامعة القدس المفتوحة، ثم استقل في العام الدراسي 2004–2005. بعد انتقال فرع الجامعة إلى مبنى جديد في ديسمبر 2017 ودمج مركز بديا الدراسي عام 2019 تعددت كليات الفرع إذ شملت الآداب، والتكنولوجيا والعلوم التطبيقية، والتنمية الاجتماعية والأسرية، والعلوم الإدارية والاقتصادية، والعلوم التربوية ودبلوم التأهيل التربوي. في عام 2015، وُضع حجر الأساس لإقامة جامعة الزيتونة للعلوم والتكنولوجيا الخاصة واُفتتح العام الدراسي فيها في 2020.

### الصحة
أنشئت أول عيادة صحية حكومية أواخر عهد الدولة العثمانية، وكانت تقدم خدمات الرعاية الصحية الأولية في يوم واحد محدد أسبوعيًا. إبان فترة الانتداب البريطاني على فلسطين، اعتمد السكان على الطب العربي لعلاج أنفسهم، حتى أنشئت عيادة بسيطة في عقد 1940. في عام 1974 شُيد مركز صحي كبير وسط المدينة، وكان مخصصًا للأبحاث العلمية والدراسات، والخدمات الطبية والتوليد، وكان يعمل فيه 40 موظفًا إلا أن الإدارة المدنية الإسرائيلية في عام 1982 قلصت خدماته حتى الربع وأغلقته مع اندلاع الانتفاضة الفلسطينية الأولى عام 1987، ولاحقًا مع إنشاء مقر للإدارة المدنية الإسرائيلية في سلفيت أُعيد افتتاحه كعيادة بسيطة.
بعد اندلاع الانتفاضة الفلسطينية الثانية في 28 سبتمبر 2000، أغلقت السلطات الإسرائيلية الطرق بين المدن الفلسطينية مما حال دون وصول المرضى إلى المستشفيات في نابلس ورام الله، ذلك أسست وزارة الصحة الفلسطينية مشفًا للطوارئ والولادة الآمنة عام 2001 بسعة 18 سريرًا في مبنى مديرية الصحة وافتتحت في عام 2006 مستشفى الشهيد ياسر عرفات الحكومي بسعة 50 سريرًا.
حتى عام 2020، ضمت سلفيت مشفًا حكوميًا، ومديرية للصحة، ومركزًا للرعاية الصحية الأولية وآخر للصحة النفسية المجتمعية، ومديرية للخدمات الطبية العسكرية، وفرع لجمعية الهلال الأحمر الفلسطيني وآخرى لجمعية الإغاثة الطبية الفلسطينية، بالإضافة إلى جمعيات لذوي الإعاقة والتوحد ومركز الدار البيضاء لذوي الإعاقة الذهنية.

### النقل والمواصلات
يمكن السفر إلى المدن المجاورة لسلفيت بواسطة سيارات الأجرة أو الحافلات الصغيرة في مجمع سفريات سلفيت. يتنقل المواطنون الفلسطينيون بين سلفيت والمناطق المجاورة منذ الانتفاضة الفلسطينية الثانية بصعوبة بالغة، نتيجة الإجراءات الأمنية الإسرائيلية قرب المستوطنات.

تعد حاله الطرق في المدينة جيدة بالمقارنة مع البلدات والمدن الأخرى، فتتميز بخلوها من المطبات، ووجود نحو 12 دوار في شوارعها، منها: دوار الاستقلال، ودوار الشهداء، ودوار الأسرى، ودوار الدكتور عبد المجيد أبو حجلة، ودوار حسن الزير ودوار الشهيد ياسر عرفات وميدان القدس. أما بالنسبة للسلامة المرورية، تتركز ثلث حوادث الطرق في محافظة سلفيت في مدينة سلفيت.
نظرًا لنشأة المدينة فوق رقعة جبلية في جبال نابلس، جعلها ذلك ترتبط مع قراها والمناطق المحيطة بواسطة 6 مداخل رئيسية وهي: المدخل الشمالي الذي يصل بطريق سلفيت–يافا، أُغلق المدخل مع بداية الانتفاضة الفلسطينية الثانية لقربه من مدخل مستوطنة أرئيل، واستمر إغلاقه حتى عام 2013 حيث سمح بمرور خطوط المواصلات العامّة المحلية فقط، ولاحقًا عام 2015 سُمح بمرور المركبات كافة. بالإضافة إلى المدخل الشرقي الشمالي الواصل إلى حاجز زعترة وطريق رام الله–نابلس، والمدخل الشرقي الجنوبي الواصل إلى اللبن الشرقية وطريق رام الله–نابلس أيضًا، والمدخل الغربي إلى قرى محافظة سلفيت، والمدخل الجنوبي الغربي والجنوبي إلى محافظة رام الله والبيرة.

### الرياضة
تأسس نادي سلفيت الرياضي الثقافي الاجتماعي عام 1974، وله عدة مرافق أبرزها صالة سلفيت الرياضية المغلقة التي افتتحت بداية عام 2018، وملعب تدريب معشب.

### الكهرباء
في 1956، تأسست شبكة الكهرباء في سلفيت بعد إنشاء محطة توليد كهرباء سلفيت والتي استمرت بالعمل حتى عام 1992 حيث تم شبكها مع شركة الكهرباء القُطرية الإسرائيلية. في 2020، بدأت البلدية بتشغيل محطة للطاقة الشمسية تنتج نحو 20% من احتياج السكان.

### المياه والصرف الصحي
تأسست شبكة ماء الشرب في سلفيت عام 1956، وتوسعت مع توسعها العمراني حتى بلغ طولها قرابة 54 كم. تعتمد سلفيت على مصدرين للماء هما المصادر المائية الذاتية من ينابيع طبيعية، وتتزود بعجزها بشراء الماء من شركة ميكروت الإسرائيلية. تزود سلفيت قريتي فرخة وحي خربة قيس بالماء.
حتى عام 1956، كان السكان يستقون من مياه الينابيع ويوصلون المياه إلى بيوتهم بعد تعبئة الجرار.
صيف عامي (2016 و2017)، عانت سلفيت والبلدات المجاورة من أزمة مائية شديدة نتيجة تقليص شركة ميكروت الإسرائيلية كمية المياه إلى أقل من النصف. عملت البلدية على إدارة الأزمة بنظام الأحياء. عملت البلدية على حفر بئر ارتوازي في المدينة التي تطفو فوق أكبر حوض مائي في فلسطين عام 2018 وبدأ العمل عام 2019.
في عام 2000، أنشئت شبكة الصرف الصحي العامة في سلفيت، لكنها لغاية 2020 ما زالت تغطي 70% من السكان أو 60% من مساحة المدينة، في حين تستخدم بقية الوحدات السكنية الحفر الامتصاصية غير السليمة بيئيًا. يتم التخلص من المياه العادمة غير المعالجة التي تجمعها شبكة الصرف الصحي في مدينة سلفيت في منطقة وادي المطوي حيث تجتمع مع المياة العادمة القادمة من مستوطنتي أرئيل وبركان وتتدفق نحو بلدتي بروقين وكفر الديك.
في عام 1999، مولت المؤسسة الألمانية للتعاون الدولي مشروعًا لإنشاء محطة لمعالجة المياه العادمة في مدينة سلفيت، إلا أنه فشل في الحصول على التراخيص اللازمة كون المكان المناسب ضمن المنطقة المصنفة "ج". لاحقًا في عام 2019، تمت مباشرة العمل.

### إدارة النفايات الصلبة
تتولى بلدية سلفيت بالتعاون مع «مجلس الخدمات المشترك لإدارة النفايات الصلبة في محافظة سلفيت» مسؤولية جمع النفايات الصلبة الناتجة عن المواطنين والمؤسسات في المدينة والتخلص منها مقابل رسوم شهرية. تُنقل النفايات إلى مكب المدينة الكائن شرقها بمسافة كيلومترين فقط، وتُحرق لاحقًا. ترفض سلطات الاحتلال الإسرائيلي السماح للفلسطينيين إقامة مكب صحي مركزي لخدمة المنطقة، نتيجة وقوع الأرض المناسبة ضمن تصنيف «منطقة ج».

## الاقتصاد
تعتبر سلفيت مركزًا إداريًا وتجاريًا للقرى المحيطة بها، ومع ذلك فهي تعتمد في اقتصادها الزراعة بالدرجة الأولى، وعلى مناشير الحجر وبعض المحلات الحرفية مثل الحدادة والنجارة والألمنيوم. أدى إغلاق مدخل سلفيت الشمالي لعدة سنوات، إلى فصلها عن محيطها؛ مما دمر النشاط الاقتصادي فيها بشكل كبير. كما تأثر الاقتصاد كثيرًا جراء الإغلاقات المتكررة وحظر الحركة التي سببتها جائحة فيروس كورونا في فلسطين 2020.
في 14 يناير 2020، أطلقت محافظة سلفيت خطةً للعناقيد الزراعية الصناعية العمرانية خلال ورشة عمل شارك فيها وزراء العمل، والصحة، والأشغال العامة، والثقافة والريادة والتمكين وبإقرار من الرئيس الفلسطيني ورئيس الوزراء.

### الزراعة
في عام 1916، دمر الجراد المحاصيل الزراعية في سلفيت، وعانى السكان من الفقر.
تبلغ مساحة الأراضي الصالحة للزراعة في سلفيت نحو 20.500 كم² منها حوالي 17.230 كم² مستخدمة، 90% منها مزروعة بالزيتون، أما مساحة المحاصيل الحقلية فتبلغ 0.445 كم²، ومساحة الخضار 0.312 كم² والمراعي المفتوحة 1.680 كم²، لكن التوسع العمراني للمدينة والتوسع في البنية التحتية وفتح الشوارع قلص المساحات المزروعة من الأراضي الزراعية. تعتبر سلفيت من أكثر البلدات إنتاجًا لزيت الزيتون، حيث تنتج كميات كبيرة تصل في السنين الجيدة إلى أكثر من 600 طن، فيما تشكل محافظة سلفيت ما نسبته 12% من إنتاج دولة فلسطين للزيت.
تراجعت في السنوات الأخيرة أعداد الثروة الحيوانية بسبب ارتفاع أسعار الأعلاف وقلة المساحات الحيوية نتيجة الجدار والاستيطان، وأيضًا تعتبر مشكلة الخنازير البرية التي يطلقها المستوطنون من أكبر المشاكل التي تؤثر على القطاع الزراعي في سلفيت خاصة والمحافظة عامة، إضافة إلى تدفق مياه الصرف الصحي من المستوطنات كما الحال في واد المطوي غرب سلفيت.

### الصناعة
أنشئت منطقة صناعية في الجزء الشرقي من سلفيت على مساحة 0.2 كم² والتي لديها البنية التحتية اللازمة لأي نشاط صناعي واقتصادي. ويشمل ذلك شبكة جيدة التنظيم من الطرق والكهرباء والمياه ومجمعات التنقية والتصفية والمباني الصناعية على مساحة 4000 متر مربع، لكن لا تزال الصناعة في أولى مراحلها، فهي تقتصر فقط على صناعات الحجر والشايش والطوب وبعض المحال الحرفية مثل الحدادة والنجارة والألمنيوم.

### التجارة
بلغت نسبة القرى التي لها علاقة تجارية بالمرتبة الأولى بمدينة سلفيت (11,7%) من قرى محافظة سلفيت، بينما ما نسبته (82,3%) من قرى المحافظة ذات علاقة تجارية بالمرتبة الأولى بمدينة نابلس ثم سلفيت.

## الحياة الثقافية والتراث
تتوفر في سلفيت بعض المكتبات العامة، مثل: مكتبة بلدية سلفيت العامة، ومكتبة البحث والمعرفة المجتمعية ومكتبتي جامعة القدس المفتوحة وجامعة الزيتونة للعلوم والتكنولوجيا، بالإضافة إلى مكتبات في المدارس والمساجد. سابقًا وُجدت دار سينما سُميت سينما سلفيت أو سينما الكرنك نسبةً إلى دار السينما العالمية.
تفتقر محافظة سلفيت لوجود مراكز ثقافية أو مسارح أو متاحف أو دور سينما. أُعلن عن إطلاق مشروع بناء إنشاء مركز ثفافي تركي فلسطيني في مايو 2022.
أما بخصوص الزي الشعبي فقد تماثل الزي الشعبي النسائي القديم المعروف في ريف قضاء نابلس إلى حد كبير مع الزي النسائي لمدينة دمشق، والذي يتكون من يشمك وغطوة وكاب أو ملاية. والحال كذلك بالنسبة للزي الرجالي الذي كان يتكون من الشروال والطربوش.
يتوفر في المدينة إذاعتين محليتين هما إذاعة الشمال وإذاعة الزيتونة.

## آثار ومعالم

### المساجد والمقامات الدينية
المقامات الدينية يوجد في مدينة سلفيت العديد من المقامات الدينية منها ما هو داخل حدود المدينة، ومنها ما هو خارجها، مثل: مقام أبو عتاب، ومقام الحاج مبارك في المقبرة الشرقية ومقام الشيخ تقي في المقبرة الغربية.
المساجد يبلغ عددها 7 مساجد منها: مسجد سلفيت الكبير (تأسس بشكله الحالي عام 1893)، ومسجد الصحابة، ومسجد الأبرار، ومسجد الشهداء، ومسجد عبد القادر السعيد، ومسجد الرحمن، ومسجد الإسراء، ومصلى معسكر الأمن الوطني الفلسطيني ومصلى مستشفى الشهيد ياسر عرفات الحكومي، وجميعها موصولة أسوة بباقي مساجد محافظة سلفيت مع الآذان الموحد القادم من مسجد البيرة الكبير.

### الخرب والآثار
تحتوي سلفيت على العديد من المواقع الأثرية التي تعكس تنوعًا حضاريًا يعود لحقب زمنية مختلفة، كالآشورية والرومانية والإسلامية، دمر عدد منها تحت جدار الضم والتوسع العنصري مثل: خربة الشجرة شمال المدينة، كما تعرضت بعض المواقع للنبش، والتنقيب، والتخريب، والإهمال مثل: خربة جلال الدين، وخربة الشجرة، وخربة رأس قرة، وخربة النجارة، وخربة بيت الحبس، وخربة مراد، وخربة الكبارة، وخربة الشلال، وخربة عين عدس، وخربة قلعة السبع وخربة أبو البدوي.

### البلدة القديمة
تمتاز البلدة القديمة، بالطابع العمراني التقليدي من عناصر معمارية كالأقواس، والعقود، والاحواش الداخلية، والطرق المتعرجة، والحارات. ترتفع عن سطح البحر 430 مترًا بمساحة 0.05 كم²، تطل على عين الماء «العين القبلية» التي كانت ترويها قديمًا، إلى جانب أن انخفاض الطبوغرافية للبلدة القديمة، والانحدار الشديد قد منعها من التوسع في الناحية الجنوبية والغربية. تعاني البلدة القديمة من الإهمال وعدم الترميم نتيجة تركيز الاهتمام في الأحياء الجديدة.

### المعالم الطبيعية
تشتهر سلفيت بوجود الينابيع، حيث يوجد في أراضي المدينة أكثر من 50 نبعًا، نظرًا لوقوعها على أكبر حوض مائي في الضفة الغربية «الحوض الجوفي الغربي»، ومن المقولات المتداولة منذ القدم أن سلفيت «بلد ال99 عين»، إلا أن معظمها يجف صيفًا. لكن يوجد عدد من الينابيع التي تستمر على مدار العام حيث يستفيد منها المزارعون لري المحاصيل وللشرب في بعض الأحيان. أبرز هذه الينابيع هي: عين مغرفة، عين السكة، وعين عدس، وعين الشلال، وعين موسى، وعين المطوي، وعين المصاية، وعين فريج وعين الباطن
تمتد سلفيت على عدد من الأودية، إذ تقع أودية وادي السكة، ووادي عيد ووادي البلاعة داخل المدينة، وأودية وادي الشاعر، ووادي المطوري، ووادي عبد الرحمن، ووادي الدلبي ووادي البير حولها. يحيط بسلفيت عدد من الجبال، بعضها مرتفع وبزاوية انحدار شديدة، وبعضها منخفض لكن بقمم منبسطة نسبيا، تنمو عليها الأشجار البرية مثل البلوط، والزعرور، والبطم [...] الخ. وقد اهتم المزارعون بغرس تلك المناطق بأشجار الزيتون والرمان [...] الخ. عمد سكان سلفيت بسبب جودة حجارة هذه الجبال إلى استخدامها كمقالع للحجارة، وقاموا بتشذيبها وتسويقها، من أهم هذه الجبال: جبل طاروجة، جبل رأس قره، جبل جلال الدين، جبل الرأس.

## سلفيت تحت الاحتلال
عزلت المستوطنات الإسرائيلية والحواجز العسكرية المحيطة بسلفيت قراها وبلداتها عنها وقطعت الترابط بينها.
تقع مستوطنة أرئيل التي أنشئت عام 1978 على أراضي سلفيت، وكفل حارس، ومردة، وياسوف واسكاكا. تعدُّ أرئيل من الناحية الإستراتيجية السياسية، من أهم مستوطنات الضفة الغربية؛ وذلك لموقعها الذي يفصل شمال الضفة الغربية عن وسطها وجنوبها، وإشرافها على الطريق 5 ومدينة تل أبيب. تتوفر في المستوطنة غالبية المرافق من مراكز إدارية وحكومية، وبنوك، ومدارس وجامعة أعلن عام 2018 عن إنشاء كلية طب فيها بالإضافة إلى قصر ثقافي.
تتخلص المستوطنة من مياها العادمة بنضحها إلى أراضي سلفيت في محمية وادي المطوي بالقرب من نبع المطوي، مرورًا بأراضي بلدتي بروقين وكفر الديك محدثة تلوثًا ودمارًا للتربة والنبات والحيوان والإنسان.
كان لجدار الفصل العنصري أثر سلبي ومدمر على سلفيت، حيث يمنع السكان من الوصول إلى أراضيهم المعزولة خلفه. يتم السماح للمزارعين بالدخول إلى أراضيهم 3 مرات بالسنة بتصاريحٍ لأيام قليلة. عام 2007، نُشر على موقع جيش الاحتلال مسار جدار الفصل العنصري في سلفيت، وتظهر الخرائط، مسار مقترح ومخطط يمتد من الشمال إلى الغرب من مدينة سلفيت بطول 8 كم، ومصادرة حوالي 7.916 كم².
قتلت إسرائيل خلال الانتفاضة الفلسطينية الثانية ما مجموعة 57 فلسطينيًا في الفترة ما بين 29 سبتمبر 2000 إلى 30 سبتمبر 2003 في منطقة سلفيت.
في نهاية نوفمبر 2020 وبداية ديسمبر 2020، جرفت ثلاث آليات إسرائيلية بحماية جيش الاحتلال الإسرائيلي أراض زراعية ذات ملكية خاصة غرب سلفيت في منطقة تُسمى الرأس ووضعوا عليها «كرفانات» للمستوطنين تمهيدًا لإقامة بؤرة استيطانية جديدة. نظم السكان المحليون مظاهرات احتجاجًا على استيلاء المستوطنين على الأرض إلا أن الجيش الإسرائيلي قمعها واعتقل بعضًا ممن شارك فيها بينهم أطفال.

## ذاكرة سلفيت
- 638، الفتح الإسلامي لسلفيت ضمن منطقتي سبسطية ونابلس.[ar 6]
- 10 أكتوبر 1995، انسحبت القوات العسكرية الإسرائيلية من سلفيت، وتسلمتها السلطة الوطنية الفلسطينية ووضعتها تحت سيطرتها المدنية والأمنية.[10][42]
- يناير 2001، اجتاح جيش الاحتلال الإسرائيلي سلفيت نتيجة إندلاع الانتفاضة الفلسطينية الثانية.[ar 78] ودمر جميع مقرات الأجهزة الأمنية الفلسطينية وكان أبرزها في 26 أغسطس 2001 حيث استهدفت القوات الجوية الإسرائيلية مبنى مديرية شرطة محافظة سلفيت مما أدى إلى تدميره بشكل كامل.[ar 79][52] وفي 14–15 ديسمبر 2001، قتلت إسرائيل ست عناصر من الأجهزة الأمنية الفلسطينية وهدمت عدة منازل.[ar 80]
- 2004، أقامت إسرائيل جدار الفصل العنصري.[ar 81] ولاحقًا في عام 2005، صدر قرار المحكمة الإسرائيلية العليا باستئناف بناءه.[ar 82]
- يوليو 2005، قتل جيش الاحتلال الإسرائيلي 4 فلسطينيين خلال تنفيذه عملية عسكرية في سلفيت،[ar 83] وحاصر خلالها مستشفى الطوارئ بعد غارة جوية.[ar 84][ar 85]
- في 10 أكتوبر 2005، أصدر رئيس السلطة الوطنية الفلسطينية محمود عباس مرسومًا رئاسيًا يقضي بتشكيل محافظة سلفيت وتعيين محافظٍ لها واعتماد سلفيت مركزًا لها.[ar 20]
- فبراير 2018، حصلت بلدية سلفيت على المرتبة الأولى في تصنيف أفضل المجالس القروية والبلدية الفلسطينية حسب تقرير الأداء عام 2017 للبنك الدولي.[ar 86]

## توأمة المدن
هناك اتفاقيات توأمة بين سلفيت مع مدنٍ أُخرى، وهي:
| أوروبا                                                                                           | آسيا                                                                                  | أفريقيا                                     |
| ------------------------------------------------------------------------------------------------ | ------------------------------------------------------------------------------------- | ------------------------------------------- |
| فرنسا - بلدية ريس أورنجيس \| ضواحي باريس الجنوبية. فرنسا - بلدية كولومب \| ضواحي باريس الشمالية. | تركيا - بلدية تبة باشي \| محافظة أسكي شهير. تركيا - بلدية خاوران \| محافظة بالق أسير. | المغرب - الجماعة الحضرية \| مدينة القنيطرة. |
| إيطاليا - كروتوني \| مقاطعة كروتوني.                                                             | تركيا - بلدية تبة باشي \| محافظة أسكي شهير. تركيا - بلدية خاوران \| محافظة بالق أسير. | المغرب - الجماعة الحضرية \| مدينة القنيطرة. |
| المملكة المتحدة - توتنس\| مقاطعة ديفون في جنوب غرب إنجلترا.                                      | تركيا - بلدية تبة باشي \| محافظة أسكي شهير. تركيا - بلدية خاوران \| محافظة بالق أسير. | المغرب - الجماعة الحضرية \| مدينة القنيطرة. |

### بِاللُغة الإنگليزيَّة
1. ↑  "بلدية سلفيت توقع اتفاقية توأمة مع مقاطعة كروتوني الايطالية" (بالبلوشية الغربية).
2. ↑  "بلدية سلفيت توقع اتفاقية شراكة وتعاون( توأمة) مع الجماعة الحضرية القنيطرة في المملكة المغربية".
3. ↑  "بروتوكول توأمة بين بلديتي "تابه باشي" التركية و"سلفيت" الفلسطينية".
4. ↑  "وفد من بلدية ريس اورنجيس الفرنسية يزور بلدية سلفيت".
5. ↑  GeoNames (بالإنجليزية), 2005, QID:Q830106
6. 1 2 3 4  ملف مدينة سلفيت وخربة قيس، معهد الأبحاث التطبيقية - القدس (أريج) نسخة محفوظة 30 يوليو 2017 على موقع واي باك مشين.
7. 1 2 3  Ronnie (13 Nov 2003). Frankish Rural Settlement in the Latin Kingdom of Jerusalem (بالإنجليزية). Cambridge University Press. p. 263. ISBN:978-0-521-52187-1. Archived from the original on 2020-08-12.
8. 1 2 3  Israel; Lederman, Zvi; Bunimovits, Shelomoh (1997). Highlands of Many Cultures: The Southern Samaria Survey : the Sites (بالإنجليزية). Institute of Archaeology of Tel Aviv University Publications Section. p. 473. ISBN:978-965-440-007-7. Archived from the original on 2020-08-12.
9. 1 2  
History and Development. Salfit Chamber of Commerce. نسخة محفوظة 17 مارس 2020 على موقع واي باك مشين.
10. 1 2 3  Philipp (2009-11). Martyrdom, Not Suicide: The Legality of Hamas' Bombings in the Mid-1990s in Modern Islamic Jurisprudence (بالإنجليزية). GRIN Verlag. p. 144. ISBN:978-3-640-47333-5. Archived from the original on 12 أغسطس 2020. {{استشهاد بكتاب}}: تحقق من التاريخ في: |تاريخ= (help)
11. 1 2  Beshara (12 Oct 1995). Rediscovering Palestine: Merchants and Peasants in Jabal Nablus, 1700–1900 (بالإنجليزية). University of California Press. p. 150. ISBN:978-0-520-91731-6. Archived from the original on 2020-08-12.
12. ↑  أحمد بن يحيى بن جابر بن داود البلاذري، أحمد. عبد الله أنيس الطباع (المحرر). فتوح البلدان (PDF). مؤرشف من الأصل (PDF) في 2020-08-14.
13. ↑  Hütteroth and Abdulfattah, 1977, p. 132
14. ↑  Finkelstein et al, 1998, p. 312
15. ↑  Zachary; Beinin, Joel (1989). Intifada: The Palestinian Uprising Against Israeli Occupation (بالإنجليزية). South End Press. p. 143. ISBN:978-0-89608-363-9. Archived from the original on 2020-08-12.
16. ↑  Beshara (12 Oct 1995). Rediscovering Palestine: Merchants and Peasants in Jabal Nablus, 1700–1900 (بالإنجليزية). University of California Press. p. 166. ISBN:978-0-520-91731-6. Archived from the original on 2020-08-12.
17. ↑  Edward؛ Smith، Eli (1841). Biblical researches in Palestine, Mount Sinai and Arabia Petraea : a journal of travels in the year 1838. بوسطن: كروكر. ص. 127. مؤرشف من الأصل في 2020-07-26.
18. ↑  C. R. (Claude Reignier)؛ Kitchener، Horatio Herbert Kitchener؛ Palmer، Edward Henry؛ Besant، Walter (1881–1883). The survey of western Palestine : memoirs of the topography, orography, hydrography, and archaeology. London : Committee of the Palestine exploration fund. ص. 287. مؤرشف من الأصل في 2020-07-26.{{استشهاد بكتاب}}:  صيانة الاستشهاد: تنسيق التاريخ (link)
19. ↑  Collins & Steichele, 2000, p. 185.
20. ↑  Birken, 2007, Vol. Beyrut, p. 40.
21. ↑  Falls 1930 Vol. 2 pp. 471–2, 488–491
22. ↑  Falls 1930 Vol. 2 pp. 493–4
23. ↑  Keogh 1955 p. 250
24. ↑  Wavell 1968 p. 212
25. ↑  Bruce 2002 pp. 209–10, 231–2
26. ↑  Blenkinsop 1925 p. 243
27. ↑  Falls 1930 Vol. 2 p. 498
28. ↑  Falls 1930 Vol. 2 p. 500
29. ↑  "Barron, 1923, Table IX, Sub-district of Nablus". archive.org. ص. 25. مؤرشف من الأصل في 2020-08-12. اطلع عليه بتاريخ 2020-08-10.
30. ↑  "Barron, 1923, Table XV". archive.org. ص. 47. مؤرشف من الأصل في 2020-08-12. اطلع عليه بتاريخ 2020-08-10.
31. 1 2  "Census of Palestine 1931. Population of villages, towns and administrative areas : E. Mills : Free Download, Borrow, and Streaming". Internet Archive (بالإنجليزية). p. 64. Archived from the original on 2020-07-26. Retrieved 2020-08-10.
32. ↑  Government of Palestine, Department of Statistics, 1945, p. 19 نسخة محفوظة 11 سبتمبر 2018 على موقع واي باك مشين.
33. ↑  Government of Palestine, Department of Statistics. Village Statistics, April, 1945. Quoted in Hadawi, 1970, p. 107 نسخة محفوظة 26 سبتمبر 2018 على موقع واي باك مشين.
34. ↑  Government of Palestine, Department of Statistics. Village Statistics, April, 1945. Quoted in Hadawi, 1970, p. 157 نسخة محفوظة 26 سبتمبر 2018 على موقع واي باك مشين.
35. ↑  Sacher, 1995, p. 501.
36. ↑  Dorfman, 1985, p. 101.
37. ↑  Proud, 2006, p. 277.
38. ↑  Hillel (26 Jun 2012). A Zionist among Palestinians (بالإنجليزية). Indiana University Press. p. 184. ISBN:978-0-253-00223-5. Archived from the original on 2020-08-12.
39. ↑  Zachary; Beinin, Joel (1989). Intifada: The Palestinian Uprising Against Israeli Occupation (بالإنجليزية). South End Press. p. 144. ISBN:978-0-89608-363-9. Archived from the original on 2020-08-12.
40. ↑  Government of Jordan, Department of Statistics, 1964, p. 14 نسخة محفوظة 7 سبتمبر 2018 على موقع واي باك مشين.
41. ↑  Glenn E. (1997). Building a Palestinian State: The Incomplete Revolution (بالإنجليزية). Indiana University Press. pp. 58–60. ISBN:978-0-253-21082-1. Archived from the original on 2020-08-12.
42. 1 2  David (2 Sep 2003). Survey of Arab-Israeli Relations 1947-2001 (بالإنجليزية). Routledge. ISBN:978-1-135-35646-0. Archived from the original on 2020-04-22. page 170
43. ↑  "Palestinian presidential candidate Mahmud Abbas places a wreath of..." Getty Images (بالإنجليزية الأمريكية). Archived from the original on 2020-08-08. Retrieved 2020-08-08.
44. ↑  "In this handout image provided by the Palestinian Press Office ,..." Getty Images (بالإنجليزية الأمريكية). Archived from the original on 2020-08-08. Retrieved 2020-08-08.
45. ↑  "MIDEAST ISRAEL PALESTINIANS". AP Images. مؤرشف من الأصل في 2020-08-08. اطلع عليه بتاريخ 2020-08-08.
46. ↑  Barron, 1923, Table IX, Sub-district of Nablus, p. 25 نسخة محفوظة 20 أكتوبر 2017 على موقع واي باك مشين.
47. ↑  "PASSIA - AS-SALFITI, FAHMI (-)". www.passia.org. مؤرشف من الأصل في 2020-09-03. اطلع عليه بتاريخ 2020-09-03.
48. ↑  Nederlands letterenfonds: The poetry of Ramsey Nasr. نسخة محفوظة 10 أغسطس 2016 على موقع واي باك مشين.
49. ↑  Ela (30 Nov 2012). Preparing the Mothers of Tomorrow: Education and Islam in Mandate Palestine (بالإنجليزية). مطبعة جامعة تكساس. p. 42. ISBN:978-0-292-74998-6. Archived from the original on 2020-08-14.
50. ↑  "فلسطينيون يتصدون لمحاولة الاستيلاء على أراض شمالي الضفة". الأناضول. مؤرشف من الأصل في 2020-12-07. اطلع عليه بتاريخ 2020-12-07.
51. ↑  "بلدية سلفيت تبدأ بشق طرق زراعية في المناطق المهددة بالاستيلاء". وكالة وفا. مؤرشف من الأصل في 2020-12-07. اطلع عليه بتاريخ 2020-12-07.
52. ↑  "Two killed in Mid-East violence". بي بي سي (بالإنجليزية البريطانية). 26 Aug 2001. Archived from the original on 2020-08-21. Retrieved 2020-08-21.

### بِاللُغة العربيَّة
1. ↑  "بلدية سلفيت". موقع بلدية سلفيت الرسمي. مؤرشف من الأصل في 28/10/2019. {{استشهاد ويب}}: تحقق من التاريخ في: |تاريخ أرشيف= (مساعدة)
2. 1 2  "التعداد العام للسكان 2017" (PDF). 8. الجهاز المركزي للإحصاء الفلسطيني. مؤرشف من الأصل (PDF) في 2018-08-28. اطلع عليه بتاريخ 2020-08-11.
3. 1 2 3 4 5  "وثيقة الخطة التنموية المحلية لمدينة سلفيت 2018 – 2021" (PDF). مؤرشف من الأصل (PDF) في 19/04/2019. {{استشهاد ويب}}: تحقق من التاريخ في: |تاريخ أرشيف= (مساعدة)
4. ↑  "بلدية سلفيت تطلق فيليم عن مدينة سلفيت بعنوان " مدينة الزيتون "". دنيا الوطن. مؤرشف من الأصل في 2020-04-23. اطلع عليه بتاريخ 2020-04-23.
5. ↑  "أحمد سلامة يكتب لـ عمون: سلام عليك يا زياد". وكالة عمون الاخبارية. مؤرشف من الأصل في 2020-04-23. اطلع عليه بتاريخ 2020-04-23.
6. 1 2 3 4  "الحكم المصري (1831 – 1840م)". الموسوعة الفلسطينية. مؤرشف من الأصل في 2017-08-16. اطلع عليه بتاريخ 2020-08-14.
7. 1 2 3  تاريخ بلدية سلفيت، موقع بلدية سلفيت الإلكتروني. نسخة محفوظة 19 أبريل 2019 على موقع واي باك مشين.
8. 1 2 3  "العثمانيون يعيدون تنظيم الإقليم 1840-1917". رحلات فلسطينية. مؤرشف من الأصل في 2020-08-14. اطلع عليه بتاريخ 2020-08-14.
9. ↑  "الزراعة في سلفيت". بلدية سلفيت. مؤرشف من الأصل في 2020-08-14. اطلع عليه بتاريخ 2020-08-14.
10. ↑  
alq. "سلفيت سلة عنب فلسطين تنام على سرير من الماء". القدس العربي Alquds Newspaper (بالإنجليزية الأمريكية). Archived from the original on 2017-09-08. Retrieved 2018-09-13.
11. 1 2  "لقاء مع عضو مجلس بلدي سلفيت 2012-2017، الدقيقة 0:55". مؤرشف من الأصل في 22/04/2020. {{استشهاد ويب}}: تحقق من التاريخ في: |تاريخ أرشيف= (مساعدة)
12. ↑  الجبرتي، عبد الرحمن. عجائب الآثار في التراجم والأخبار.  تاريخ الولوج 27 تموز 2009. نسخة محفوظة 20 يونيو 2009 على موقع واي باك مشين.
13. ↑  إبراهيم سالم (15 فبراير 2016). فلسطين في التقارير البريطانية 1919 - 1947. ابن رشد. ص. 122. ISBN:978-977-6510-32-6. مؤرشف من الأصل في 2020-11-04.
14. ↑  فصيل فايز الزير (دراسة شفوية وثائقية) نسخة محفوظة 27 يوليو 2020 على موقع واي باك مشين.
15. ↑  Government of Palestine, Department of Statistics. Village Statistics, April, 1945. Quoted in Hadawi, 1970, p. 61 نسخة محفوظة 12 يناير 2020 على موقع واي باك مشين.
16. 1 2 3 4 5 6 7 8 9 10 11 12 13  التخطيط العمراني لمدينة سلفيت، مشروع تخرج، هناء حمادنة. نسخة محفوظة 08 أغسطس 2018 على موقع واي باك مشين.
17. ↑  جريدة الصريح, عدد يوم السبت 04 آب 1951 الصفحة الثالثة نسخة محفوظة 8 فبراير 2020 على موقع واي باك مشين.
18. ↑  "حلوة يا دنيا - تقرير عن بلدة سلفيت - فلسطين". مؤرشف من الأصل في 22/04/2020. {{استشهاد ويب}}: تحقق من التاريخ في: |تاريخ أرشيف= (مساعدة)
19. ↑  "التقسيمات الإدارية لدولة فلسطين (المحافظات الفلسطينية)". www.dci.plo.ps (بالإنجليزية). Archived from the original on 2020-04-22. Retrieved 2020-04-22.
20. 1 2 3  "قرار رقم (199) لسنة 2005م بإنشاء محافظة سلفيت". موقع ديوان الفتوى والتشريع الفلسطيني. مؤرشف من الأصل في 22/04/2020. {{استشهاد ويب}}: تحقق من التاريخ في: |تاريخ أرشيف= (مساعدة)
21. 1 2 3  "كتاب بلادنا فلسطين، مصطفى مراد الدباغ، الجزء الثاني، صفحة 506". مؤرشف من الأصل في 22/04/2020. {{استشهاد ويب}}: تحقق من التاريخ في: |تاريخ أرشيف= (مساعدة)
22. 1 2 3  الخطة التنموية الإستراتيجية لمدينة سلفيت (2016-2013) نسخة محفوظة 12 أغسطس 2020 على موقع واي باك مشين.
23. ↑  "شارع مرزوق الغانم في فلسطين... «رمز للتضحية والمقاومة»". مؤرشف من الأصل في 2018-07-26. اطلع عليه بتاريخ 2018-07-26.
24. ↑  "خارطة حدود التجمعات السكانية في محافظة سلفيت 2019" (PDF). مؤرشف من الأصل (PDF) في 22/04/2020. {{استشهاد ويب}}: تحقق من التاريخ في: |تاريخ أرشيف= (مساعدة)
25. ↑  "بلدية سلفيت تضم اراضي جامعة الزيتونة الى المخطط الهيكلي الجديد - راديو نغم". راديو نغم. مؤرشف من الأصل في 2018-09-11. اطلع عليه بتاريخ 2018-08-01.
26. ↑  تقرير محطة أرصاد نابلس 1992
27. ↑  "معدلات الهطول المطري لعام 2019–2020، الأرصاد الجوية الفلسطينية". www.pmd.ps. مؤرشف من الأصل في 29/09/2019. {{استشهاد ويب}}: تحقق من التاريخ في: |تاريخ أرشيف= (مساعدة)
28. 1 2  الموقع والمناخ، موقع بلدية سلفيت الإلكتروني نسخة محفوظة 22 أغسطس 2018 على موقع واي باك مشين.
29. ↑  زهير عبد اللطيف غنايم، زهير؛ محمد عبد الكريم محافظة (2000). ولاية بيروت (PDF). الشركة الجديدة للطباعة والتجليد. مؤرشف من الأصل (PDF) في 2016-02-07.{{استشهاد بكتاب}}:  صيانة الاستشهاد: التاريخ والسنة (link)
30. ↑  حكومة فلسطين، دائرة الإحصاءات، سنة 1945، صفحة 19 نسخة محفوظة 06 سبتمبر 2018 على موقع واي باك مشين.
31. ↑  حكومة الأردن، دائرة الإحصاءات، سنة 1964، صفحة 14 نسخة محفوظة 07 سبتمبر 2018 على موقع واي باك مشين.
32. ↑  "التعداد العام للسكان 1997- الجهاز المركزي للإحصاء الفلسطيني - منطقة سلفيت" (PDF). مؤرشف من الأصل (PDF) في 2018-08-22. اطلع عليه بتاريخ 2018-08-22.
33. ↑  "التجمعات السكانية في محافظة سلفيت حسب نوع التجمع، وتقديرات اعداد السكان، 2007-2016". مؤرشف من الأصل في 2019-07-10.
34. ↑  "عدد السكان المقدر في منتصف العام لمحافظة سلفيت حسب التجمع 2017-2021". الجهاز المركزي للإحصاء الفلسطيني. مؤرشف من الأصل في 26/04/2019. {{استشهاد ويب}}: تحقق من التاريخ في: |تاريخ أرشيف= (مساعدة)
35. ↑  شمس الدين محمد بن عبد الرحمن بن محمد (1934). الضوء اللامع لاهل القرن التاسع - الجزء الرابع. شركة كتاب للنشر والتوزيع الألكترونى. مؤرشف من الأصل في 2020-06-25.
36. ↑  "وكالة الانباء والمعلومات الفلسطينية". web.archive.org. 16 أغسطس 2018. مؤرشف من الأصل في 2020-04-22. اطلع عليه بتاريخ 2020-04-22.{{استشهاد ويب}}:  صيانة الاستشهاد: BOT: original URL status unknown (link)
37. ↑  julia. "الحزب الشيوعي الفلسطيني الثوري ينعى أمينه العام عربي موسى عواد". S A N A. مؤرشف من الأصل في 2020-01-28. اطلع عليه بتاريخ 2020-04-22.
38. ↑  "رابطة أدباء الشام - الشيخ الداعية الدكتور محمد نعيم ياسين". رابطة أدباء الشام. مؤرشف من الأصل في 2020-08-12. اطلع عليه بتاريخ 2020-08-11.
39. ↑  "د. عمر عبد الرازق". مركز رؤية للتنمية السياسية. مؤرشف من الأصل في 2020-04-22. اطلع عليه بتاريخ 2020-04-22.
40. ↑  "من هو عمار حسن المشارك الفلسطيني في سوبر ستار؟ | دنيا الوطن". web.archive.org. 7 يوليو 2018. مؤرشف من الأصل في 2020-04-22. اطلع عليه بتاريخ 2020-04-22.{{استشهاد ويب}}:  صيانة الاستشهاد: BOT: original URL status unknown (link)
41. 1 2 3 4  إبراهيم فتاش أبو الفهد (1993). تاريخ قضاء سلفيت: الجماعينيات. مؤرشف من الأصل في 2020-08-14.
42. ↑  "توزيع المدارس في فلسطين حسب المنطقة والمحافظة، للأعوام الدراسية 2015/2014-2019/2018". الجهاز المركزي للإحصاء الفلسطيني. مؤرشف من الأصل في 2020-04-22. اطلع عليه بتاريخ 2020-04-22.
43. ↑  "جامعة القدس المفتوحة - فرع سلفيت". جامعة القدس المفتوحة. مؤرشف من الأصل في 2018-09-22. اطلع عليه بتاريخ 2018-06-17.
44. ↑  "وضع حجر الاساس لجامعة الزيتونة في سلفيت". شبكة أصداء الإخبارية. مؤرشف من الأصل في 2020-10-04.
45. ↑  "مستشفى سلفيت.. صرح طبي هام لمساندة آلاف الفلسطينيين المتضررين من الجدار والحواجز". إنسان أون لاين. مؤرشف من الأصل في 2010-06-21. اطلع عليه بتاريخ 2018-06-16.
46. ↑  مشروع بناء مستشفى سلفيت - منظمة الصحة العالمية نسخة محفوظة 04 مارس 2016 على موقع واي باك مشين. [وصلة مكسورة]
47. ↑  "أغلق 145 طريقاً منذ بداية الانتفاضة, جيش الاحتلال الإسرائيلي يعيد إغلاق مدخل مدينة سلفيت الشمالي – POICA" (بالإنجليزية الأمريكية). Archived from the original on 2020-04-22. Retrieved 2020-04-22.
48. 1 2  "الأشغال العامة تنجز تأهيل مدخل سلفيت الشمالي". وكالة الأنباء والمعلومات الفلسطينية - وفا. مؤرشف من الأصل في 2018-08-01. اطلع عليه بتاريخ 2018-08-01.
49. ↑  "معزز بصورة دائمة". بتسيلم. مؤرشف من الأصل في 2019-03-28. اطلع عليه بتاريخ 2018-12-06.
50. ↑  "الحمد الله يفتتح صالة سلفيت". وكالــة معــا الاخبارية. مؤرشف من الأصل في 2018-08-22. اطلع عليه بتاريخ 2018-08-22.
51. ↑  فتاش، (1993). تاريخ قضاء سلفيت: الجماعينيات. مؤرشف من الأصل في 2020-08-15.
52. ↑  "بلدية سلفيت تشغل اول محطة طاقة شمسية". دنيا الوطن. مؤرشف من الأصل في 2020-03-10. اطلع عليه بتاريخ 2020-03-10.
53. ↑  "محافظة الماء عَطشى.. الاحتلال يقرصن الحوض الأغنى في فلسطين - وكالة مدار نيوز". وكالة مدار نيوز (بar-AR). 3 Mar 2018. Archived from the original on 2018-09-03. Retrieved 2018-07-26.{{استشهاد بخبر}}:  صيانة الاستشهاد: لغة غير مدعومة (link)
54. ↑  "الاحتلال يمنع حفر بئر ارتوازي في سلفيت - المركز الفلسطيني للإعلام". www.palinfo.com. مؤرشف من الأصل في 2020-04-22. اطلع عليه بتاريخ 2020-04-22.
55. 1 2 3 4  "الوضع البيئي الراهن في محافظة سلفيت" (PDF). مؤرشف من الأصل (PDF) في 26/07/2018. {{استشهاد ويب}}: تحقق من التاريخ في: |تاريخ أرشيف= (مساعدة)
56. ↑  Amt، Auswärtiges. "مياه نظيفة للناس في محافظة سلفيت: وضع حجر الأساس لمحطة جديدة لتكرير المياه العادمة". وزراة الخارجية الألمانية. مؤرشف من الأصل في 2020-03-10. اطلع عليه بتاريخ 2020-03-10.
57. ↑  "بحث الأوضاع الاقتصادية الصعبة في سلفيت وسبل النهوض بها". وكالة الأنباء والمعلومات الفلسطينية - وفا. مؤرشف من الأصل في 2018-08-01. اطلع عليه بتاريخ 2018-08-01.
58. ↑  "تأثير فيروس كورونا (كوفيد – 19) على الاقتصاد الفلسطيني". مركز الأبحاث - منظمة التحرير الفلسطينية. 1 أبريل 2020. مؤرشف من الأصل في 2020-08-14. اطلع عليه بتاريخ 2020-08-14.
59. ↑  "إطلاق العناقيد الصناعية الزراعية العمرانية في سلفيت". وكالة وطن للأنباء. مؤرشف من الأصل في 2020-08-16. اطلع عليه بتاريخ 2020-08-16.
60. ↑  الجهاز المركزي للإحصاء الفلسطيني، 2010 محافظة سـلفيت نسخة محفوظة 2020-08-16 على موقع واي باك مشين.
61. 1 2  المنطقة الصناعية في مدينة سلفيت نسخة محفوظة 2019-04-19 على موقع واي باك مشين.
62. ↑  "الثقافة - بلدية سلفيت". موقع بلدية سلفيت الرسمي. مؤرشف من الأصل في 01/08/2018. {{استشهاد ويب}}: تحقق من التاريخ في: |تاريخ أرشيف= (مساعدة)
63. ↑  {{استشهاد بخبر
| عنوان = رئيس بلدية سلفيت يوقع اتفاقية بروتوكول توأمة بين بلدية “هافران” التركية وبلدية “سلفيت” و يعلن عن انشاء مركز ثقافي فلسطيني تركي .
| تاريخ = 2022-06-03
| بواسطة = <ref name="MyUser_Salfeet.org_June_3_2022c">"رئيس بلدية سلفيت يوقع اتفاقية بروتوكول توأمة بين بلدية "هافران" التركية وبلدية "سلفيت" و يعلن عن انشاء مركز ثقافي فلسطيني تركي ". Salfeet.org. مؤرشف من الأصل في 2022-06-14. اطلع عليه بتاريخ 2022-06-03.
64. ↑  "معالم المدينة". موقع بلدية سلفيت الرسمي. مؤرشف من الأصل في 22/08/2018. {{استشهاد ويب}}: تحقق من التاريخ في: |تاريخ أرشيف= (مساعدة)
65. ↑  "البلدة القديمة في سلفيت مهملة.. والأهالي يناشدون عبر وطن لحمايتها". مؤرشف من الأصل في 22/04/2020. {{استشهاد ويب}}: تحقق من التاريخ في: |تاريخ أرشيف= (مساعدة)
66. ↑  "99 ينبوع ماء.. سلفيت "حاضنة الجمال" يتهددها الاستيطان" (بar-AR). 7 Mar 2016. Archived from the original on 2019-12-08. Retrieved 2018-07-26.{{استشهاد بخبر}}:  صيانة الاستشهاد: لغة غير مدعومة (link)
67. 1 2  "الينابيع". موقع بلدية سلفيت الرسمي. مؤرشف من الأصل في 22/08/2018. {{استشهاد ويب}}: تحقق من التاريخ في: |تاريخ أرشيف= (مساعدة)
68. 1 2 3
69. 1 2  "مركز المعلومات الوطني الفلسطيني". وكالة الأنباء والمعلومات الفلسطينية. مؤرشف من الأصل في 2018-07-22. اطلع عليه بتاريخ 2018-07-26.
70. ↑  الإخباري, موقع رام الله. "الاستيطان يبتلع سلفيت خلال العام 2017". موقع رام الله الإخباري (بar-AR). Archived from the original on 2019-12-08. Retrieved 2018-07-26.{{استشهاد بخبر}}:  صيانة الاستشهاد: لغة غير مدعومة (link)
71. ↑  "كلية طب في مستوطنة ارئيل". www.alhadath.ps. مؤرشف من الأصل في 2018-07-18. اطلع عليه بتاريخ 2018-07-26.
72. ↑  Department، Blue Ltd. - Development. "مجاري المستوطنات تلوث عين المطوي بسلفيت وتقتل اهلها - وكالة وطن للأنباء". وكالة وطن للأنباء. مؤرشف من الأصل في 2018-07-26. اطلع عليه بتاريخ 2018-07-26.
73. ↑  سوا، وكالة. "مجاري مستوطنة "ارئيل" تهدد منطقتين سياحيتين بسلفيت". وكالة سوا الاخبارية. مؤرشف من الأصل في 2018-07-26. اطلع عليه بتاريخ 2018-07-26.
74. ↑  ""جدار الفصل العنصري" يهدد الحالة الحضارية والثقافية والتراثية في سلفيت". وكالة الأنباء والمعلومات الفلسطينية - وفا. مؤرشف من الأصل في 2018-08-01. اطلع عليه بتاريخ 2018-08-08.
75. ↑  عياش، عدنان حسين (01/11/2016). "جدار الفصل العنصري الصهيوني "آثاره السلبية على أراضي محافظة سلفيت"". مجلة الجامعة الإسلامية للبحوث الإنسانية. ج. 17 ع. 2. مؤرشف من الأصل في 22/08/2018 – عبر journals.iugaza.edu.ps. {{استشهاد بدورية محكمة}}: تحقق من التاريخ في: |تاريخ= و|تاريخ أرشيف= (مساعدة)
76. ↑  "جدار الفصل الإسرائيلي". مؤرشف من الأصل في 2018-09-08. اطلع عليه بتاريخ 2018-08-08.
77. ↑  "الشهداء الفلسطينيون في انتفاضة الأقصى من 29/9/2000 إلى 30/9/2003". مؤسسة مهجة القدس. مؤرشف من الأصل في 2020-01-21. اطلع عليه بتاريخ 2020-08-21.
78. ↑  كونا : استشهاد 4 فلسطينين وجرح 4 وهدم منزلين واعتقالات واسعة في اجتياح لبلدة سلفيت - الدفاع - 14/12/2001 نسخة محفوظة 26 يوليو 2018 على موقع واي باك مشين.
79. ↑  الفلسطيني، المركز. "الطائرات الحربية المقاتلة لقوات الاحتلال الإسرائيلي تجدد قصفها للمدن الفلسطينية استشهاد طفل بعد إصابته بقذيفة مدفعية أطلقها جنود الاحتلال | المركز الفلسطيني لحقوق الإنسان". المركز الفلسطيني لحقوق الإنسان. مؤرشف من الأصل في 2018-08-01. اطلع عليه بتاريخ 2018-08-01.
80. ↑  "16 عاما على مجزرة سلفيت". وكالة الأنباء والمعلومات الفلسطينية. مؤرشف من الأصل في 2020-04-30. اطلع عليه بتاريخ 2020-04-29.
81. ↑  ""جدار الفصل العنصري" يهدد الحالة الحضارية والثقافية والتراثية في سلفيت". وكالة الأنباء والمعلومات الفلسطينية - وفا. مؤرشف من الأصل في 2018-08-01. اطلع عليه بتاريخ 2018-08-01.
82. ↑  "أهالي سلفيت يرفضون قرار المحكمة العليا الإسرائيلية باستئناف العمل بجدار الفصل العنصري في محافظتهم". وكالة الأنباء والمعلومات الفلسطينية - وفا. مؤرشف من الأصل في 2018-09-13. اطلع عليه بتاريخ 2018-09-13.
83. ↑  "إرتفاع عدد الشهداء في سلفيت إلى أربعة شهداء". وكالة الأنباء والمعلومات الفلسطينية - وفا. مؤرشف من الأصل في 2018-09-13. اطلع عليه بتاريخ 2018-09-13.
84. ↑  "قوات الاحتلال تحاصر مستشفى الطوارىء في سلفيت وتحتجز العاملين داخله". وكالة الأنباء والمعلومات الفلسطينية - وفا. مؤرشف من الأصل في 2019-12-08. اطلع عليه بتاريخ 2018-09-13.
85. ↑  "قوات الاحتلال تستبيح مستشفى سلفيت". وكالة الأنباء والمعلومات الفلسطينية - وفا. مؤرشف من الأصل في 2018-09-13. اطلع عليه بتاريخ 2018-09-13.
86. ↑  "أرشيف النجاح الإخباري : بلدية سلفيت الأولى من ضمن 380 هيئة فلسطينية". أرشيف النجاح الإخباري. مؤرشف من الأصل في 2018-08-08. اطلع عليه بتاريخ 2018-08-08.
87. ↑  "وفد فرنسي يطلع على معاناة المواطنين في سلفيت جراء الجدار". وكالة الأنباء والمعلومات الفلسطينية - وفا. مؤرشف من الأصل في 2018-07-26. اطلع عليه بتاريخ 2018-07-26.
88. ↑  "بروتوكول "توأمة مدن" بين "تابه باشي" التركية و"سلفيت" الفلسطينية". تركيا بوست. مؤرشف من الأصل في 2018-09-03. اطلع عليه بتاريخ 2018-09-03.
89. ↑  "بلدية سلفيت توقع اتفاقية شراكة وتعاون( توأمة) مع الجماعة الحضرية القنيطرة في المملكة المغربية". بلدية سلفيت. مؤرشف من الأصل في 2018-08-01. اطلع عليه بتاريخ 2018-08-01.
90. ↑  "بلدية سلفيت توقع اتفاقية توأمة مع مقاطعة كروتوني الايطالية". دنيا الوطن. مؤرشف من الأصل في 2018-07-26. اطلع عليه بتاريخ 2018-07-26.

## وصلات خارجية
- موقع بلدية سلفيت
- صفحة قضاء نابلس–سلفيت
- صفحة مدينة سلفيت في موقع «فلسطين في الذاكرة».
- صورة جوية للمدينة.
- تقرير عن سلفيت - فلسطين على يوتيوب من قناة رؤيا الفضائية